# Endliche einfache Gruppe
Endliche einfache Gruppen gelten in der Gruppentheorie (einem Teilgebiet der Mathematik) als die Bausteine der endlichen Gruppen.
Die endlichen einfachen Gruppen spielen für die endlichen Gruppen eine ähnliche Rolle wie die Primzahlen für die natürlichen Zahlen: Jede endliche Gruppe lässt sich in ihre einfachen Gruppen „zerteilen“ (für die Art der Eindeutigkeit siehe den Satz von Jordan-Hölder). Die Rekonstruktion einer endlichen Gruppe aus diesen ihren „Faktoren“ ist aber nicht eindeutig. Es gibt jedoch keine „noch einfacheren Gruppen“, aus denen sich die endlichen einfachen Gruppen konstruieren lassen.

## Definition
Eine Gruppe {\displaystyle G} heißt einfach, wenn sie nur {\displaystyle \left\{1\right\}} und sich selbst als Normalteiler besitzt. Hierbei bezeichnet {\displaystyle 1} das neutrale Element der Gruppe. Oft wird zusätzlich {\displaystyle G\neq \left\{1\right\}} gefordert.
Da die Normalteiler einer Gruppe genau die Untergruppen sind, die als Kern eines Gruppenhomomorphismus auftreten, ist eine Gruppe {\displaystyle G} genau dann einfach, wenn jedes homomorphe Bild von {\displaystyle G} isomorph zu {\displaystyle G} oder zu {\displaystyle \left\{1\right\}} ist. Eine weitere äquivalente Definition ist: Eine Gruppe ist genau dann einfach, wenn die Operation der Gruppe auf sich selbst als Gruppe mittels Konjugation irreduzibel ist (das heißt, die einzigen unter dieser Operation invarianten Untergruppen sind {\displaystyle \left\{1\right\}} und {\displaystyle G}).

## Klassifikation
Seit 1962 ist bekannt, dass alle nicht-abelschen endlichen einfachen Gruppen eine gerade Ordnung haben müssen, denn der Satz von Feit-Thompson besagt, dass Gruppen ungerader Ordnung sogar auflösbar sind. Bis zur vollständigen Klassifikation der endlichen einfachen Gruppen, das heißt bis zur Aufzählung sämtlicher endlicher einfacher Gruppen bis auf Isomorphie, war es aber noch ein weiter Weg.
Anfang der 1980er Jahre verkündeten die Leiter des Klassifikationsprogramms einen vorläufigen Abschluss, größere Lücken mussten aber auch danach noch geschlossen werden und nicht alle Schritte waren veröffentlicht worden. Es wurde ein neues Programm aufgelegt, um die Klassifikation zu vereinfachen und lückenlos zu dokumentieren. Die endlichen einfachen Gruppen lassen sich einteilen in
- zyklische Gruppen von Primzahlordnung,
- alternierende Gruppen {\displaystyle A_{n}} mit {\displaystyle n>4},
- Gruppen vom Lie-Typ über einem endlichen Körper (16 jeweils unendliche Familien),
- 26 sporadische Gruppen.

## Zum Beweis des Klassifikationssatzes
Die Herleitung des Satzes war eines der umfangreichsten Projekte der Mathematikgeschichte:
- Der Beweis verteilt sich auf über 500 Fachartikel mit zusammen fast 15.000 gedruckten Seiten. Es sind aber nicht alle Beweise auch publiziert worden.
- Über 100 Mathematiker waren von Ende der 1920er bis Anfang der 1980er Jahre daran beteiligt.

Da Teile des Beweises nur mit Hilfe von Computern geführt werden konnten, wird er jedoch nicht von allen Mathematikern anerkannt. Nach der „Fertigstellung“ des Beweises um 1980 ist von führenden Mathematikern des Klassifikationsprogramms wie Michael Aschbacher und Daniel Gorenstein ein Programm aufgenommen worden, den Beweis zu vereinfachen und lückenlos zu dokumentieren. Dabei sind auch Lücken entdeckt worden, von denen die meisten ohne größere Komplikationen geschlossen werden konnten. Eine Lücke erwies sich allerdings als so hartnäckig, dass erst 2002 von Aschbacher und anderen ein Beweis erbracht werden konnte, der immerhin 1200 Seiten lang war – ein Grund war allerdings, dass sich die Autoren bemühten, möglichst ohne Verweise auszukommen.
Derek John Scott Robinson drückte sich 1996 in seinem Lehrbuch zur Gruppentheorie etwas vorsichtiger aus. Er schrieb, es werde allgemein geglaubt, dass die angegebene Klassifikation vollständig ist, aber ein vollständiger Beweis sei noch nicht niedergeschrieben.
Ronald Solomon, Richard Lyons und Daniel Gorenstein begannen 1994 eine auf zwölf Bände angelegte Darstellung des Beweises (GLS-Projekt), das bei der American Mathematical Society erscheint und 2024 noch im Gange ist.

## Familien endlicher einfacher Gruppen
Die 16 Familien von Gruppen vom Lie-Typ ergeben zusammen mit den zyklischen Gruppen von Primzahlordnung und den alternierenden Gruppen die 18 (unendlichen) Familien des Klassifikationssatzes.

### Zyklische Gruppen mit Primzahlordnung
Die zyklischen Gruppen {\displaystyle C_{p}} mit {\displaystyle p=2,3,5,7,11,\dots } bilden eine Familie einfacher Gruppen.
Bei den endlichen einfachen Gruppen fallen die Eigenschaften zyklisch und kommutativ zusammen, denn jede zyklische Gruppe ist kommutativ und jede endliche einfache kommutative Gruppe ist zyklisch.
Bei den endlichen einfachen Gruppen fallen die Eigenschaften zyklisch und ungerade Ordnung beinahe zusammen:
- Jede endliche einfache zyklische Gruppe außer {\displaystyle C_{2}} besitzt eine ungerade Anzahl von Elementen.
- Jede endliche einfache Gruppe mit ungerader Ordnung ist zyklisch.

### Alternierende Permutationsgruppen
Die alternierenden Permutationsgruppen {\displaystyle A_{n}} mit {\displaystyle n>4} bilden eine Familie einfacher Gruppen. Die Gruppe A5 hat 60 Elemente und ist die kleinste nichtabelsche einfache Gruppe.

### Gruppen vom Lie-Typ
Auf Basis der Klassifikation der einfachen komplexen Lie-Algebren lassen sich 16 Familien einfacher Gruppen konstruieren, die nach den entsprechenden Typen der Lie-Algebren benannt sind. Diese sind
{\displaystyle A_{n}(q)}, {\displaystyle B_{n}(q)}, {\displaystyle C_{n}(q)}, {\displaystyle D_{n}(q)}, {\displaystyle E_{6}(q)}, {\displaystyle E_{7}(q)}, {\displaystyle E_{8}(q)}, {\displaystyle F_{4}(q)}, {\displaystyle G_{2}(q)},
 {\displaystyle {}^{2}A_{n}\!\left(q^{2}\right)}, {\displaystyle {}^{2}B_{2}\!\left(2^{2m+1}\right)}, {\displaystyle {}^{2}D_{n}\!\left(q^{2}\right)}, {\displaystyle {}^{3}D_{4}\!\left(q^{3}\right)}, {\displaystyle {}^{2}E_{6}\!\left(q^{2}\right)}, {\displaystyle {}^{2}F_{4}\!\left(2^{2m+1}\right)}, {\displaystyle {}^{2}G_{2}\!\left(3^{2m+1}\right)}.
Für nähere Einzelheiten siehe Gruppe vom Lie-Typ. Die Gruppen {\displaystyle A_{n}(q)} stimmen mit den speziellen projektiven linearen Gruppen {\displaystyle \operatorname {PSL} _{n}(q)} überein, die mit Ausnahme von {\displaystyle \operatorname {PSL} _{2}(2)} und {\displaystyle \operatorname {PSL} _{2}(3)} einfach sind.
Da die Mitglieder der Familie {\displaystyle {}^{2}\!F_{4}\!\left(2^{2m+1}\right)}, der Ree-Gruppen vom Typ 2F4, für {\displaystyle m\geq 1} einfach sind, stimmen sie mit ihren Kommutatorgruppen {\displaystyle {}^{2}\!F_{4}\!\left(2^{2m+1}\right)'} überein. Für {\displaystyle m=0} ist die Gruppe {\displaystyle {}^{2}\!F_{4}(2)} zwar nicht einfach, aber ihre Kommutatorgruppe {\displaystyle {}^{2}\!F_{4}(2)'}, die Tits-Gruppe, ist einfach. Betrachtet man nun die (leicht geänderte) Familie {\displaystyle {}^{2}\!F_{4}\!\left(2^{2m+1}\right)'} von Kommutatorgruppen als eine eigenständige unendliche Familie, dann sind ihre Mitglieder alle einfach und die Tits-Gruppe als eines ihrer Mitglieder nicht sporadisch, und das, obwohl die Mitglieder (wegen der Ausnahme Tits-Gruppe) nicht alle vom Lie-Typ sind.

## Sporadische Gruppen
Eine endliche einfache Gruppe wird sporadisch genannt, wenn sie zu keiner Familie mit unendlich vielen Mitgliedern gehört.
Die ersten 5 der insgesamt 26 sporadischen Gruppen (siehe dort zu einer tabellarischen Übersicht) wurden von Émile Mathieu bereits in den Jahren 1862 und 1873 entdeckt.
Die 21 „jüngeren“ Gruppen wurden ab 1964 gefunden; meist erfolgte die Entdeckung im Rahmen der Beweissuche zum Klassifikationssatz. Da diese Gruppen zum Teil recht groß sind, vergingen zwischen ihrer gruppentheoretischen Entdeckung und dem praktischen Beweis ihrer Existenz oft mehrere Jahre. Die größte aller 26 sporadischen Gruppen, die sogenannte Monstergruppe {\displaystyle F_{1}} mit rund {\displaystyle 8\times 10^{53}} Elementen, wurde bereits 1973 von Bernd Fischer und Robert Griess entdeckt, ihre endgültige Konstruktion gelang Griess jedoch erst 1980.
Von einigen Autoren wird auch die Tits-Gruppe {\displaystyle {}^{2}\!F_{4}\!(2)'} mit {\displaystyle 17971200=2^{11}\cdot 3^{3}\cdot 5^{2}\cdot 13} Elementen zu den sporadischen Gruppen gezählt, womit sich eine Gesamtzahl von 27 ergäbe. Sie gehört aber (mit {\displaystyle m=0}) zur unendlichen Familie der {\displaystyle {}^{2}\!F_{4}\!\left(2^{2m+1}\right)'}-Gruppen von Kommutatorgruppen der {\displaystyle {}^{2}\!F_{4}\!\left(2^{2m+1}\right)}-Gruppen (die für {\displaystyle m>0} als einfache nicht-abelsche Gruppen mit ihrer Kommutatorgruppe übereinstimmen) und ist somit nicht als sporadisch anzusehen.